# Миллер, Дуэйн
Дуэйн Сейнт-Обин Миллер (англ. Dwayne St Aubyn Miller; 14 марта 1987, Сент-Томас, Ямайка) — ямайский футболист, вратарь клуба «Сюрианска» и сборной Ямайки.

## Карьера

### Клубная
В 2004 году Миллер подписал свой профессиональный контракт с ямайским клубом «Тиволи Гарденс», который он покинул через год. Он перешёл в другой клуб Ямайки «Харбор-Вью». За пять сезонов, проведенных в данном клубе, он стал двукратным чемпионом Ямайки, а также один раз выиграл в Клубном чемпионате Карибского футбольного союза.
В 2010 году Миллер переходит в шведский клуб второго дивизиона «Сюрианска». С этой командой он побеждает в Суперэттане, втором дивизионе чемпионата Швеции по футболу.

### Сборная
В 2007 году в рамках Панамериканских игр 2007 завоевал серебряные медали с молодёжной сборной Ямайки.
В том же году был впервые вызван на игру сборной Ямайки. 28 июня 2007 года он сыграл в товарищеском матче против сборной Малайзии.
Также в составе сборной Ямайки Миллер стал двукратным чемпионом Карибского кубка.
Миллер был включён в состав сборной Ямайки на Золотой кубок КОНКАКАФ 2019.

## Достижения
«Харбор-Вью»
- Чемпионат Ямайки: 2006/07, 2009/10
- Клубный чемпионат Карибского футбольного союза: 2007

«Сюрианска»
- Суперэттан: 2010

Ямайка
- Карибский кубок: 2008, 2010
- Панамериканские игры: 2007 (финалист)